# Инаугурация Ратерфорда Хейса
Инаугурация Ратерфорда Бёрчарда Хейса в качестве 19-го Президента США публично состоялась 5 марта 1877 года. Одновременно к присяге был приведён Уильям Элмон Уилер как 19-й вице-президент США. Президентскую присягу проводил Председатель Верховного суда США Моррисон Уэйт, а присягу вице-президента принимал временный президент Сената США Томас Ферри.
Поскольку 4 марта 1877 года выпало на воскресенье, Хейс был приведён к присяге в Красной комнате Белого дома 3 марта, тем самым став первым президентом США, принявшим президентскую присягу в Белом доме. Эта церемония проходила в тайне под строгой охраной, поскольку выборы были настолько ожесточёнными, что уходящий президент Улисс Грант опасался восстания сторонников Сэмюэла Тилдена, в то же время заверяя, что любая попытка Демократической партии захватить публичную церемонию инаугурации потерпит неудачу. Уже будучи приведённым к присяге в частной обстановке Хейс через два дня вновь уже публично принял присягу, и после занимал должность президента вплоть до 4 марта 1881 года.